# Lumijoki

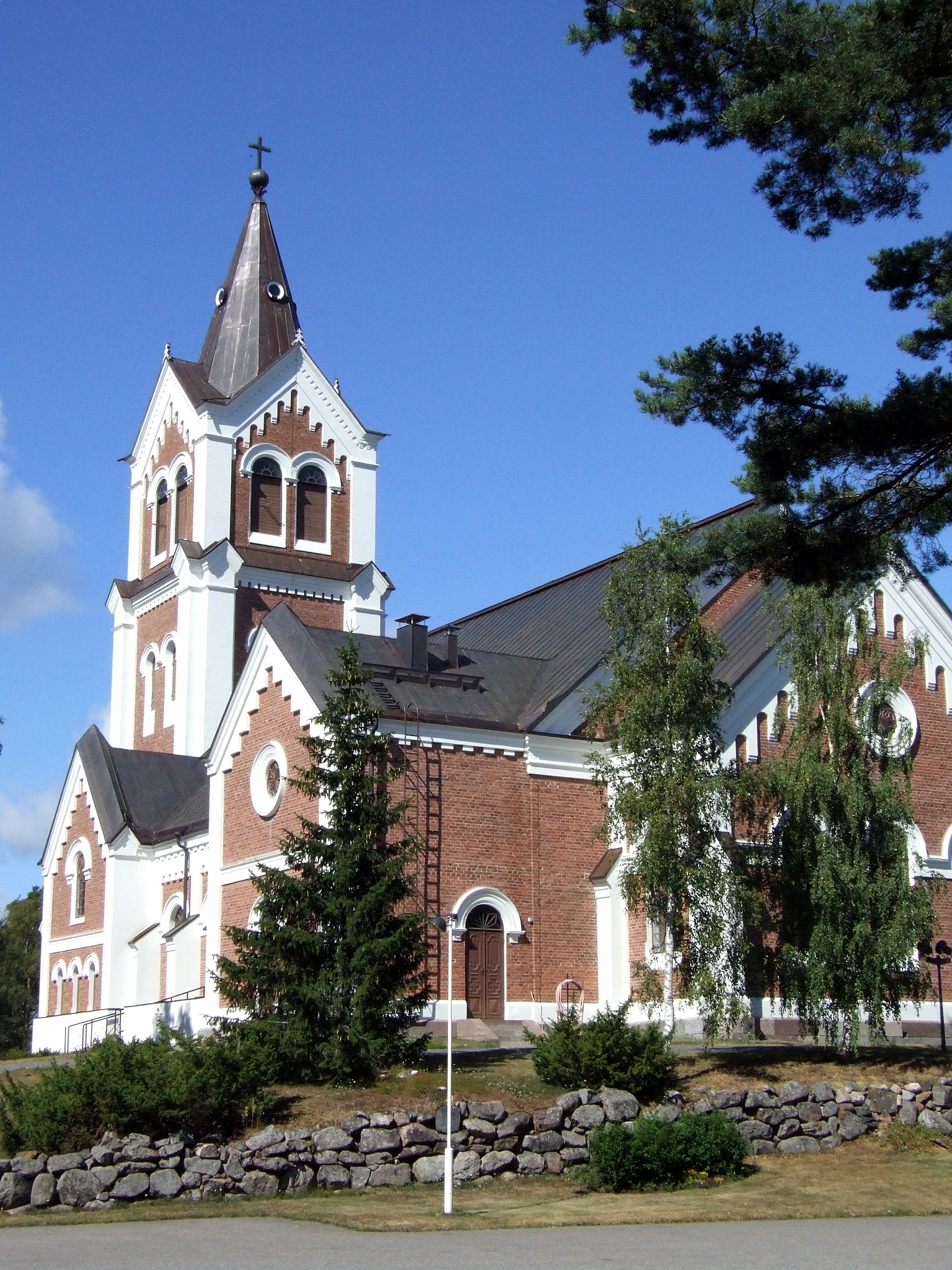
Nhà thờ Lumijoki

Lumijoki là một đô thị của Phần Lan.
Đô thị này nằm ở tỉnh Oulu trong vùng Bắc Ostrobothnia. Đô thị này có dân số 1.856 (2005) với diện tích là 208,55 km² trong đó có 0,21 km² là diện tích mặt nước. Mật độ dân số là 8.5 người trên mỗi km².
Đô thị này chỉ sử dụng tiếng Phần Lan.